# Stazione di Bressana Bottarone
La stazione di Bressana Bottarone è una stazione ferroviaria posta sulla linea Milano-Genova, e punto di diramazione della linea Pavia-Stradella.
La stazione è posta nella località di Bottarone, frazione del comune di Bressana Bottarone.

## Storia
La stazione entrò in funzione nel 1867, all'attivazione della linea Pavia-Voghera. Inizialmente portava semplicemente il nome di Bressana.
Nel 1882, con l'attivazione della linea per Stradella, divenne stazione di diramazione. Poiché su questa linea venne attivata la stazione di Bressana Argine, posta nel centro abitato di Bressana, la stazione assunse il nome attuale.
L'8 novembre 1910 un treno in transito nella stazione si scontrò con un altro convoglio in sosta a causa dell'errata configurazione di uno scambio. L'incidente causò una vittima e diversi feriti.

## Struttura ed impianti
La gestione degli impianti è affidata a Rete Ferroviaria Italiana.
Il fabbricato viaggiatori si compone di due livelli ma soltanto il piano terra è aperto al pubblico. L'edificio è in muratura ed è tinteggiato di rosa. Il piano terra presenta da un loggiato composto da tre archi a tutto sesto affiancati da due finestre a centina; il piano superiore è invece composto da cinque finestre anch'esse a centina e decorate da un cornicione.
La struttura inoltre presenta due cornici marcapiano.
Nei pressi del fabbricato viaggiatori ci sono altri piccoli edifici ad un solo piano che ospitano gli uffici tecnici di RFI o vengono usati come piccoli depositi.
La stazione disponeva di uno scalo merci con annesso magazzino: oggi (2010) lo scalo è stato smantellato mentre il magazzino è stato convertito a deposito. L'architettura del magazzino è molto simile a quella delle altre stazioni ferroviarie italiane.
Il piazzale è composto da tre binari, due di corsa e uno di precedenza.

## Movimento
Il servizio passeggeri è costituito da treni regionali svolti da Trenord e Trenitalia nell'ambito dei contratti di servizio stipulati con le Regioni Lombardia e Piemonte.